# Stan Ridgway
Stan Ridgway (Barstow, 5 april 1954) is een Amerikaans zanger.

## Levensloop en carrière
In 1977 begon Ridgway zijn muzikale carrière bij zijn band Wall of Voodoo. De band scoorde in 1983 een hit met Mexican Radio. In 1983 ging Ridgway solo. Zijn bekendste single is Camouflage uit 1986.

## Discografie
| Single met hitnotering(en) in de Vlaamse Ultratop 50 | Datum van verschijnen | Datum van binnenkomst | Hoogste positie | Aantal weken | Opmerkingen |
| ---------------------------------------------------- | --------------------- | --------------------- | --------------- | ------------ | ----------- |
| Camouflage                                           | 1986                  | 06-09-1986            | 7               | 9            |             |
| Calling Out To Carol                                 | 1989                  | 08-07-1989            | 19              | 6            |             |

| Single met eventuele hitnotering(en) in de Nederlandse Top 40 | Datum van verschijnen | Datum van binnenkomst | Hoogste positie | Aantal weken | Opmerkingen                                |
| ------------------------------------------------------------- | --------------------- | --------------------- | --------------- | ------------ | ------------------------------------------ |
| Camouflage                                                    | 1986                  | 30-08-1986            | 11              | 8            | #11 in de Nationale Hitparade              |
| Calling Out To Carol                                          | 1989                  | 24-06-1989            | 23              | 8            | #23 in de Nationale Hitparade/ Alarmschijf |

### NPO Radio 2 Top 2000
| Nummer met noteringen in de NPO Radio 2 Top 2000 | '01  | '02  | '03  |
| ------------------------------------------------ | ---- | ---- | ---- |
| Camouflage                                       | 1151 | 1694 | 1839 |

1. ↑  Een vetgedrukt getal geeft de hoogste notering aan.
2. ↑  2001 was het eerste jaar met een notering voor dit nummer.
3. ↑  Deze tabel is bijgewerkt tot en met de laatste editie (2024).

- Bibliothèque nationale de France: cb13899004c (data)
- Gemeinsame Normdatei: 134497368
- International Standard Name Identifier: 0000 0000 5513 8710
- Library of Congress Control Number: n91121867
- MusicBrainz: d2853837-8c5d-40d8-8e59-a0ab9ecc97f7
- Nationale Bibliotheek van Israël: 987007315602205171
- Nederlandse Thesaurus van Auteursnamen: 074410660
- Virtual International Authority File: 29719117
- WorldCat: E39PBJth8WqVMJ3fVYJJ7vQQbd